# Stade Gabriel Montpied
Stade Gabriel Montpied este un stadion multifuncțional din Clermont-Ferrand, Franța. În prezent este folosit mai ales pentru meciuri de fotbal și este stadionul pe care își joacă meciurile de pe teren propriu echipa Clermont Foot.
A fost, de asemenea, locul ediției inaugurale a France Women's Sevens în cadrul World Rugby Women's Sevens Series în 2016 și a găzduit Clermont-Ferrand Sevens 2017, a treia etapă a seriei Rugby Europe Grand Prix 2017.
Stadionul poate găzdui 11.980 de persoane și a fost construit în 1995.